# Trachelas borinquensis
Espèce
Trachelas borinquensis est une espèce d'araignées aranéomorphes de la famille des Trachelidae.

## Distribution
Cette espèce est endémique de Porto Rico.

## Description
Les mâles mesurent de 3,55 à 4,49 mm et les femelles de 3,72 à 6,01 mm.

## Étymologie
Son nom d'espèce, composé de borinqu[en] et du suffixe latin -ensis, « qui vit dans, qui habite », lui a été donné en référence au lieu de sa découverte, Borinquén.

## Publication originale
- Gertsch, 1942 : New American spiders of the family Clubionidae III. American Museum Novitates, no 1195, p. 1-18 (texte intégral).